# Ідеал (порядок)
Ідеал — в теорії порядку, підмножина I частково впорядкованої множини (P,≤), для якої виконуються умови:
1. Для довільних x ∈ I, y ∈ P, якщо y ≤ x, то y ∈ I (нижня множина)
2. Для довільних x, y ∈ I існує z ∈ I, такий, що x ≤ z та y ≤ z (спрямована вверх множина)

Для ґраток визначення ідеалу перефразовується так:
підмножина I ґратки (P,≤) є ідеалом тоді і тільки тоді, коли нижня множина замкнута відносно операції join, тобто, для довільних x, y ∈ I, елемент x{\displaystyle \vee }y ∈ I.
Ідеал — поняття двоїсте до фільтра.

## Простий ідеал
Простий ідеал — ідеал, доповненням якого є фільтр.

## Максимальний ідеал
Максимальний ідеал — ідеал, для якого не існує більшого ідеала.

## Дивись також
- Ідеал (алгебра)
- Фільтр (порядок)
- Теорема про булеві прості ідеали